# Fiskeritidskrift för Finland

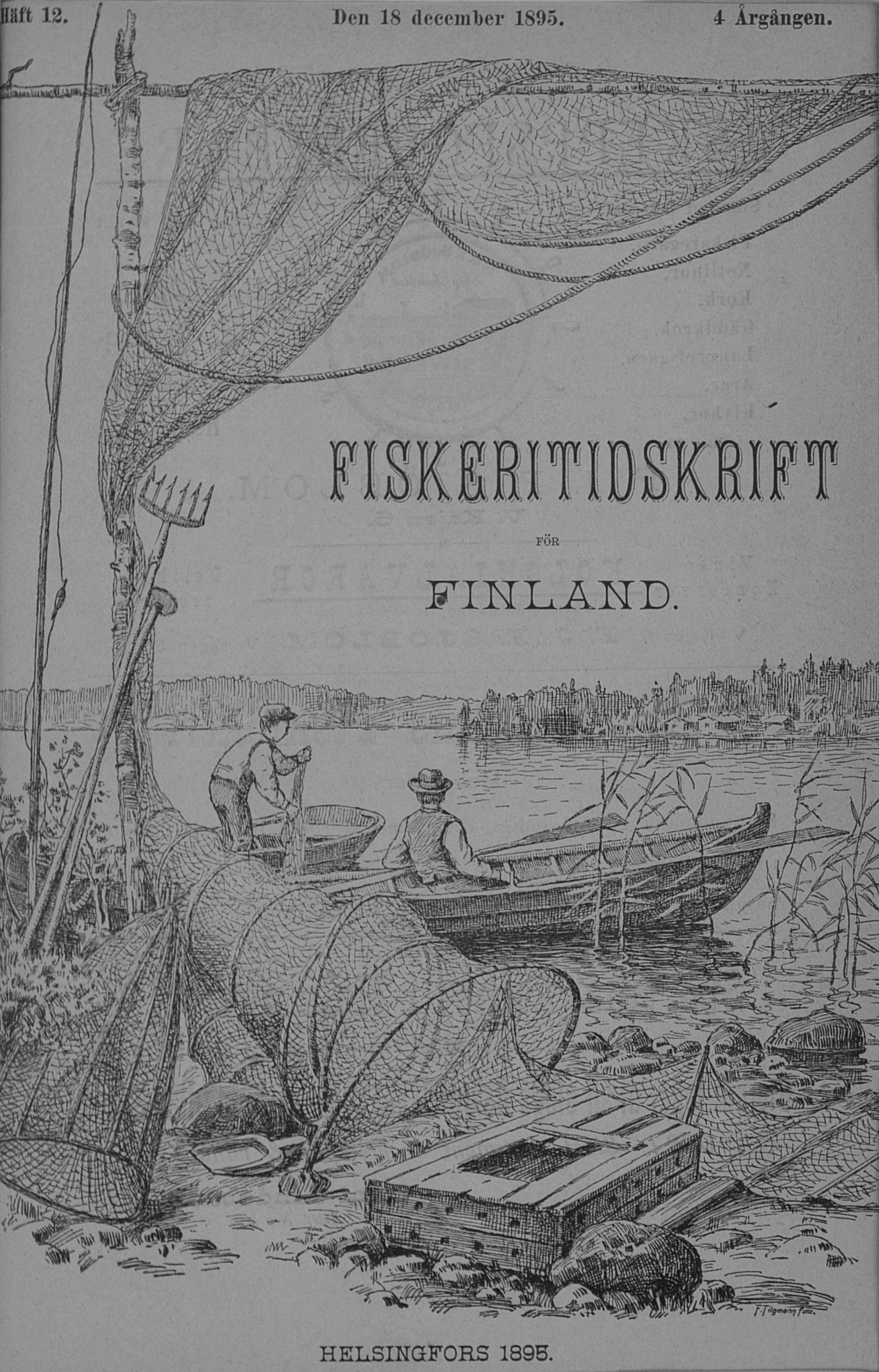
Pärmsida för Fiskeritidskrift för Finland 1895 nummer 12.

Fiskeritidskrift för Finland är en tidning om fisk, fiske och fiskerinäring. Tidningen är grundad 1892 och utges av Centralförbundet för Fiskerihushållning. Tidningen har två finskspråkiga systertidningar Suomen Kalastuslehti (grundad 1892) och Kalastaja (grundad 1977).